# Wodorotlenek glinu
Wodorotlenek glinu, Al(OH)
3 – nieorganiczny związek chemiczny o charakterze amfoterycznym.

## Otrzymywanie
Otrzymuje się go zwykle jako biały, krystaliczny osad w wyniku wprowadzenia dwutlenku węgla do roztworu glinianu:
2[Al(OH)
4]−
 + CO
2 → 2Al(OH)
3 + CO2−
3 + H
2O

## Właściwości
Po wysuszeniu jest to biały proszek. Postać osadu zależy od sposobu strącenia – gdy wodorotlenek strąca się powoli, otrzymuje się krystaliczny osad, który ulega znacznie trudniej działaniu kwasów i ługów. Świeżo strącony bezpostaciowy osad, który nie zdążył się „zestarzeć” i przejść w postać krystaliczną łatwo rozpuszcza się w kwasach i zasadach.
Praktycznie nie rozpuszcza się w etanolu, rozpuszcza się w kwasach i zasadach z powodu charakteru amfoterycznego. W silnie kwasowych warunkach powstaje Al(OH)+
2, w silnie zasadowych warunkach – Al(OH)−
4.
Znane są 2 odmiany krystaliczne – minerał gibbsyt (hydrargilit) i bajeryt (otrzymywany sztucznie), których struktura odpowiada wzorowi Al
2O
3·3H
2O (Al(OH)
3). Oprócz tego znane są dwa minerały będące tlenkiem wodorotlenkiem glinu, które odpowiadają wzorowi AlO(OH) (Al
2O
3·H
2O) – diaspor i bemit. Wszystkie cztery minerały występują w boksycie (bemit w największych ilościach).
Ogrzewanie wodorotlenku glinu prowadzi do powstania tlenku glinu:
2Al(OH)
3 → Al
2O
3 + 3H
2O
Podczas działania zasad na roztwory soli glinu wytrąca się bezpostaciowy osad – żel, o zmiennej zawartości wody.

## Zastosowanie
Jest on stosowany w produkcji papieru, mydła, kosmetyków, środków na nadkwaśność żołądka (w połączeniu z wodorotlenkiem magnezu) oraz w lecznictwie (substancja ścierająca i polerująca przy produkcji proszków i past do zębów). Z uwagi na wydzielanie wody w podwyższonej temperaturze, dodaje się go do izolacji specjalnych kabli energetycznych w celu zwiększenia ich odporności na ogień.

### Zastosowania medyczne
Wodorotlenek glinu – jako wodorotlenek glinu (ATC A02AB01) lub algeldrat (ATC A02AB02) – jest stosowany w chorobach związanych z nadmierną kwasowością soku żołądkowego.
Stosowany jest też jako adiuwant w niektórych szczepionkach w celu zwiększenia ich skuteczności.
Jego działanie opiera się na kilku mechanizmach. Jednym z nich jest zatrzymanie podanych antygenów w miejscu szczepienia. Są one następnie uwalniane stopniowo, przez co wydłuża się czas stymulacji układu odpornościowego. Jony glinu mogą wiązać antygeny w kompleksy, co zwiększa prawdopodobieństwo ich pobrania przez komórki prezentujące antygen. Glin pobudza również silną odpowiedź limfocytów Th2. Sugeruje się  związek inflamosomów NLRP3 z immunopobudzającym efektem glinu.